# Takku Wallu Sénégal
Takku Wallu Sénégal (en français : Debout pour sauver le Sénégal) est une coalition politique libérale sénégalaise formée par l'ancien président Macky Sall. Les principales composantes de la coalition sont les deux anciens partis au pouvoir, l'Alliance pour la République et le Parti démocratique sénégalais, ainsi que Rewmi, Bokk Gis Gis, l'Union des centristes du Sénégal et d'autres partis.

## Histoire
La coalition Takku Wallu Sénégal est fondée le 25 septembre 2024 en vue des élections législatives anticipées de 2024. Environ 125 partis et mouvements politiques ont participé à la création de la coalition.
Takku Wallu Sénégal s'intègre dans un front plus large contre le PASTEF au pouvoir avec deux autres coalitions : Jàmm ak Njariñ de l'ancien Premier ministre Amadou Ba et de Sàmm Sa Kàddu du maire de Dakar Barthélémy Dias. Les coalitions unissent leurs forces dans presque tous les départements du Sénégal en formant des listes communes,.
Le 30 septembre 2024, l'ancien président Macky Sall est annoncé comme tête de liste nationale de la coalition,,,,. Cependant, étant donné que Macky Sall n'a pas été vu sur le territoire sénégalais depuis la fin de son mandat présidentiel en avril 2024, des spéculations indique qu'il ne prendra pas son siège lors de la prochaine législature de l'Assemblée nationale, le cédant à son suppléant,. À la suite de l'annonce son accession à la tête de la coalition, ce dernier annonce qu'il quitte ses fonctions d'envoyé spécial du Pacte de Paris pour les Peuples et la Planète (4P). Il avait été nommé à ce poste par le président français Emmanuel Macron en novembre 2023,. L'ancien président Abdoulaye Wade, âgé de 98 ans, annonce également son soutien à la nouvelle coalition.
Quelques semaines avant les élections législatives, après la publication officielle des listes, la coalition Takku Wallu Sénégal dépose un recours auprès du Conseil constitutionnel pour exclure le Premier ministre Ousmane Sonko, leader du PASTEF, de l'élection, en invoquant sa disqualification pour l'élection présidentielle de 2024, déclarant ainsi la liste du parti au pouvoir invalide. Cependant, le recours est rejeté par le Conseil constitutionnel, qui le déclare « irrecevable ».

## Idéologie
Selon les dirigeants de la coalition, son objectif est « la restauration de la gouvernance loin de l’amateurisme mais aussi la préservation des acquis démocratiques ». Selon le député Seydou Diouf, qui annonce le texte introductif présentant la nouvelle coalition, Takku Wallu Sénégal « veut travailler pour la préservation des acquis positifs avec les réalisations des présidents Wade et Macky Sall, mais aussi bâtir ensemble dans une approche prospective, la nouvelle motrice vers la voie salvatrice »,.

## Partis membres
| Parti | Parti                                 | Parti | Chef            | Idéologie                                   | Adhésion |
| ----- | ------------------------------------- | ----- | --------------- | ------------------------------------------- | -------- |
|       | Alliance pour la République           | APR   | Macky Sall      | Libéralisme économique Conservatisme social | 2024     |
|       | Parti démocratique sénégalais         | PDS   | Karim Wade      | Libéralisme Libéralisme économique          | 2024     |
|       | Rewmi                                 | Rewmi | Idrissa Seck    | Libéralisme Libéralisme économique          | 2024     |
|       | Convergence démocratique Bokk Gis Gis | BGG   | Pape Diop       | Libéralisme Libéralisme économique          | 2024     |
|       | Union des centristes du Sénégal       | UCS   | Abdoulaye Baldé | Centrisme Libéralisme                       | 2024     |

## Résultats électoraux
| Année | Voix    | %     | Sièges   | +/– |
| ----- | ------- | ----- | -------- | --- |
| 2024  | 531 466 | 14,67 | 16 / 165 | Nv. |